# The Stanley Brothers
The Stanley Brothers var et af de første amerikanske bluegrassband. Kernen i The Stanley Brothers var brødrene Carter og Ralph Stanley fra Virginia i USA, der ofte var akkompagneret af musikere (som regel tre) fra The Clinch Mountain Boys. Gruppen blev stiftet i november 1946. Med forskellige støttemusikere og med korte afbrydelser var gruppen aktiv indtil Carter Stanley døde i 1966. Broren Ralph fortsatte som musiker og var leder af backingbandet til sin død i 2016. I 2000 blev han tilknyttet Grand Ole Opry.
The Stanley Brothers' "On radio" er anvendt som kendingsmelodi til tegnefilmserien Disney Sjov.